# Isotoma finitima
Isotoma finitima är en urinsektsart som beskrevs av Stscherbakow 1899. Isotoma finitima ingår i släktet Isotoma och familjen Isotomidae. Inga underarter finns listade i Catalogue of Life.